# Shiosai-Brücke
Die Shiosai-Brücke (japanisch 潮騒橋 Shiosai-bashi) führt einen Geh- und Radweg am Strand von Kakegawa in der Präfektur Shizuoka in Japan über den Fluss Kiku (Kiku-gawa).
Sie ist eine der wenigen Spannbandbrücken mit aufgeständertem und horizontalem Fahrbahnträger und in ihrer Art die längste weltweit.
Sie ist 232 m lang und hat vier Felder mit Spannweiten von 55 + 61 + 61 + 55 m. Sie ist 4,4 m breit mit einem 3,0 m breiten Geh- und Radweg zwischen den Geländern. Ihr Überbau besteht weitgehend aus Leichtbeton.
Die 3,8 m breiten Spannbänder bestehen aus Tragkabeln, die in den Widerlagern bzw. den Pfeilerköpfen überlappend verankert sind, und vorgefertigten 25 cm dicken und nach dem Einbau vorgespannten Betonplatten. Ähnlich wie bei einer Hängebrücke übernehmen die Tragkabel allein die tragende Funktion. Ihr Durchhang von maximal 6,1 m ist mit 1/10 der Spannweite so groß wie bei vielen Hängebrücken. Die Betonplatte dient der Stabilisierung und der örtlichen Lastverteilung. Die Aufständerung erfolgt durch Betonstützen, die aus drei vorgefertigten und vorgespannten Teilen bestehen. Der 40 cm dicke Fahrbahnträger besteht aus vorgefertigten Spannbeton-Hohlkästen.
Zum Bau wurden zunächst die Tragkabel eingezogen und die Betonplatte eingebracht. Auf ihr wurden die Stützen aufgestellt, auf denen dann der Fahrbahnträger eingebaut wurde. Spannband, Fahrbahnträger und Stützen bilden zusammen einen Fischbauchträger, der aufgrund der Steifigkeit des Fahrbahnträgers in diesem Fall ohne die diagonalen Aussteifungen eines Fachwerkträgers auskommt.
Die vom Shizuoka Construction Technology Centre entworfene und von Sumitomo Mitsui Construction entworfene Brücke  wurde 1995 mit dem Tanaka-Preis der Japan Society of Civil Engineering (doboku gakkai) ausgezeichnet.